# Campeonato Mundial de Natação em Piscina Curta de 2010
O Campeonato Mundial de Natação em Piscina Curta de 2010 foi a décima edição da competição e realizada na cidade de Dubai, nos Emirados Árabes Unidos, entre 15 e 19 de dezembro.
A Federação Internacional de Natação anunciou Dubai como sede do evento em 9 de abril de 2006, derrotando Istambul, na Turquia, por 11 votos contra 10.

## Medalhistas
Masculino
| Evento                   | Ouro                                                                            | Ouro     | Prata                                                                                  | Prata    | Bronze                                                                      | Bronze   |
| 50 m livre detalhes      | BRA César Cielo                                                                 | 20.51    | FRA Frédérick Bousquet                                                                 | 20.81    | USA Josh Schneider                                                          | 20.88    |
| 100 m livre detalhes     | BRA César Cielo                                                                 | 45.74    | FRA Fabien Gilot                                                                       | 45.97    | RUS Nikita Lobintsev                                                        | 46.35    |
| 200 m livre detalhes     | USA Ryan Lochte                                                                 | 1:41.08  | RUS Danila Izotov                                                                      | 1:41.70  | TUN Oussama Mellouli                                                        | 1:42.02  |
| 400 m livre detalhes     | GER Paul Biedermann                                                             | 3:37.06  | RUS Nikita Lobintsev                                                                   | 3:37.84  | TUN Oussama Mellouli                                                        | 3:38.17  |
| 1500 m livre detalhes    | TUN Oussama Mellouli                                                            | 14:24.16 | DEN Mads Glæsner                                                                       | 14:29.52 | HUN Gergely Gyurta                                                          | 14:31.47 |
| 50 m costas detalhes     | RUS Stanislav Donets                                                            | 22.93    | CHN Sun Xiaolei ESP Aschwin Wildeboer Faber                                            | 23.13    | nenhum                                                                      |          |
| 100 m costas detalhes    | RUS Stanislav Donets                                                            | 49.07    | FRA Camille Lacourt                                                                    | 49.80    | ESP Aschwin Wildeboer Faber                                                 | 50.04    |
| 200 m costas detalhes    | USA Ryan Lochte                                                                 | 1:46.68  | USA Tyler Clary                                                                        | 1:49.09  | AUT Markus Rogan                                                            | 1:49.96  |
| 50 m peito detalhes      | BRA Felipe Silva                                                                | 25.95    | RSA Cameron van der Burgh                                                              | 26.03    | NOR Aleksander Hetland                                                      | 26.29    |
| 100 m peito detalhes     | RSA Cameron van der Burgh                                                       | 56.80    | ITA Fabio Scozzoli                                                                     | 57.13    | BRA Felipe Silva                                                            | 57.39    |
| 200 m peito detalhes     | JPN Naoya Tomita                                                                | 2:03.12  | HUN Dániel Gyurta                                                                      | 2:03.47  | AUS Brenton Rickard                                                         | 2:04.33  |
| 50 m borboleta detalhes  | VEN Albert Subirats                                                             | 22.40    | UKR Andrii Govorov                                                                     | 22.43    | GER Steffen Deibler                                                         | 22.44    |
| 100 m borboleta detalhes | RUS Yevgeny Korotyshkin                                                         | 50.23    | VEN Albert Subirats                                                                    | 50.24    | BRA Kaio Almeida                                                            | 50.33    |
| 200 m borboleta detalhes | RSA Chad le Clos                                                                | 1:51.56  | BRA Kaio Almeida                                                                       | 1:51.61  | HUN László Cseh                                                             | 1:51.67  |
| 100 m medley detalhes    | USA Ryan Lochte                                                                 | 50.86    | GER Markus Deibler                                                                     | 51.69    | RUS Sergey Fesikov                                                          | 51.81    |
| 200 m medley detalhes    | USA Ryan Lochte                                                                 | 1:50.08  | AUT Markus Rogan                                                                       | 1:52.90  | USA Tyler Clary                                                             | 1:53.56  |
| 400 m medley detalhes    | USA Ryan Lochte                                                                 | 3:55.50  | TUN Oussama Mellouli                                                                   | 3:57.40  | USA Tyler Clary                                                             | 3:57.56  |
| 4x100 m livre detalhes   | FRA França Alain Bernard Frédérick Bousquet Fabien Gilot Yannick Agnel          | 3:04.78  | RUS Rússia Yevgeny Lagunov Sergey Fesikov Nikita Lobintsev Danila Izotov               | 3:04.82  | BRA Brasil Nicholas Santos César Cielo Marcelo Chierighini Nicolas Oliveira | 3:05.74  |
| 4x200 m livre detalhes   | RUS Rússia Nikita Lobintsev Danila Izotov Yevgeny Lagunov Alexander Sukhorukov  | 6:49.04  | USA Estados Unidos Peter Vanderkaay Ryan Lochte Garrett Weber-Gale Ricky Berens        | 6:49.58  | FRA França Yannick Agnel Fabien Gilot Clément Lefert Jérémy Stravius        | 6:53.05  |
| 4x100 m medley detalhes  | USA Estados Unidos Nick Thoman Mihail Alexandrov Ryan Lochte Garrett Weber-Gale | 3:20.99  | RUS Rússia Stanislav Donets Stanislav Lakhtyukhov Yevgeny Korotyshkin Nikita Lobintsev | 3:21.61  | BRA Brasil Guilherme Guido Felipe Silva Kaio Almeida César Cielo            | 3:23.12  |

Feminino
| Evento                   | Ouro                                                                                  | Ouro    | Prata                                                                       | Prata   | Bronze                                                                         | Bronze  |
| 50 m livre detalhes      | NED Ranomi Kromowidjojo                                                               | 23.37   | NED Hinkelien Schreuder                                                     | 23.81   | BAH Arianna Vanderpool-Wallace                                                 | 24.04   |
| 100 m livre detalhes     | NED Ranomi Kromowidjojo                                                               | 51.45   | NED Femke Heemskerk                                                         | 52.18   | USA Natalie Coughlin                                                           | 52.25   |
| 200 m livre detalhes     | FRA Camille Muffat                                                                    | 1:52.29 | USA Katie Hoff                                                              | 1:52.91 | AUS Kylie Palmer                                                               | 1:52.96 |
| 400 m livre detalhes     | USA Katie Hoff                                                                        | 3:57.07 | AUS Kylie Palmer                                                            | 3:58.39 | ITA Federica Pellegrini                                                        | 3:59.52 |
| 800 m livre detalhes     | ESP Erika Villaécija García                                                           | 8:11.61 | ESP Mireia Belmonte García                                                  | 8:12.48 | USA Kate Ziegler                                                               | 8:12.84 |
| 50 m costas detalhes     | CHN Zhao Jing                                                                         | 26.27   | AUS Rachel Goh                                                              | 26.54   | ESP Mercedes Peris                                                             | 26.80   |
| 100 m costas detalhes    | USA Natalie Coughlin                                                                  | 56.08   | CHN Zhao Jing                                                               | 56.18   | CHN Gao Chang                                                                  | 56.21   |
| 200 m costas detalhes    | FRA Alexianne Castel                                                                  | 2:01.67 | USA Melissa Franklin                                                        | 2:02.01 | CHN Zhou Yanxin                                                                | 2:03.22 |
| 50 m peito detalhes      | USA Rebecca Soni                                                                      | 29.83   | AUS Leiston Pickett                                                         | 29.84   | CHN Zhao Jin                                                                   | 29.90   |
| 100 m peito detalhes     | USA Rebecca Soni                                                                      | 1:03.98 | AUS Leisel Jones                                                            | 1:04.26 | CHN Ji Liping                                                                  | 1:04.79 |
| 200 m peito detalhes     | USA Rebecca Soni                                                                      | 2:16.39 | CHN Sun Ye                                                                  | 2:18.09 | DEN Rikke Pedersen                                                             | 2:18.82 |
| 50 m borboleta detalhes  | SWE Therese Alshammar                                                                 | 24.87   | AUS Felicity Galvez                                                         | 24.90   | DEN Jeanette Ottesen                                                           | 25.24   |
| 100 m borboleta detalhes | AUS Felicity Galvez                                                                   | 55.43   | SWE Therese Alshammar                                                       | 55.73   | USA Dana Vollmer                                                               | 56.25   |
| 200 m borboleta detalhes | ESP Mireia Belmonte García                                                            | 2:03.59 | GBR Jemma Lowe                                                              | 2:03.94 | SWE Petra Granlund                                                             | 2:04.38 |
| 100 m medley detalhes    | USA Ariana Kukors                                                                     | 58.95   | AUS Kotuku Ngawati                                                          | 59.27   | NED Hinkelien Schreuder                                                        | 59.53   |
| 200 m medley detalhes    | ESP Mireia Belmonte García                                                            | 2:05.73 | CHN Ye Shiwen                                                               | 2:05.94 | USA Ariana Kukors                                                              | 2:06.09 |
| 400 m medley detalhes    | ESP Mireia Belmonte García                                                            | 4:24.21 | CHN Ye Shiwen                                                               | 4:24.55 | CHN Li Xuanxu                                                                  | 4:29.05 |
| 4x100 m livre detalhes   | NED Países Baixos Femke Heemskerk Inge Dekker Hinkelien Schreuder Ranomi Kromowidjojo | 3:28.54 | USA Estados Unidos Natalie Coughlin Katie Hoff Jessica Hardy Dana Vollmer   | 3:29.34 | CHN China Tang Yi Zhu Qianwei Pang Jiaying Li Zhesi                            | 3:29.81 |
| 4x200 m livre detalhes   | CHN China Chen Qian Tang Yi Liu Jing Zhu Qianwei                                      | 7:35.94 | AUS Austrália Blair Evans Jade Neilsen Kelly Stubbins Kylie Palmer          | 7:37.57 | FRA França Camille Muffat Coralie Balmy Mylène Lazare Ophélie-Cyrielle Étienne | 7:38.33 |
| 4x100 m medley detalhes  | CHN China Zhao Jing Zhao Jin Liu Zige Tang Yi                                         | 3:48.29 | USA Estados Unidos Natalie Coughlin Rebecca Soni Dana Vollmer Jessica Hardy | 3:48.36 | AUS Austrália Rachel Goh Leisel Jones Felicity Galvez Marieke Guehrer          | 3:48.88 |

## Quadro de medalhas
| Ordem | País           |    |    |    |     |
| 1     | Estados Unidos | 12 | 6  | 7  | 25  |
| 2     | Rússia         | 4  | 4  | 2  | 10  |
| 3     | Espanha        | 4  | 2  | 2  | 8   |
| 4     | China          | 3  | 5  | 6  | 14  |
| 5     | França         | 3  | 3  | 2  | 8   |
| 6     | Países Baixos  | 3  | 2  | 1  | 6   |
| 7     | Brasil         | 3  | 1  | 4  | 8   |
| 8     | África do Sul  | 2  | 1  |    | 3   |
| 9     | Austrália      | 1  | 7  | 3  | 11  |
| 10    | Tunísia        | 1  | 1  | 2  | 4   |
| 11    | Alemanha       | 1  | 1  | 1  | 3   |
| 11    | Suécia         | 1  | 1  | 1  | 3   |
| 13    | Venezuela      | 1  | 1  |    | 2   |
| 14    | Japão          | 1  |    |    | 1   |
| 15    | Dinamarca      |    | 1  | 2  | 3   |
| 15    | Hungria        |    | 1  | 2  | 3   |
| 17    | Áustria        |    | 1  | 1  | 2   |
| 17    | Itália         |    | 1  | 1  | 2   |
| 19    | Grã-Bretanha   |    | 1  |    | 1   |
| 19    | Ucrânia        |    | 1  |    | 1   |
| 21    | Bahamas        |    |    | 1  | 1   |
| 21    | Noruega        |    |    | 1  | 1   |
| TOTAL | TOTAL          | 40 | 41 | 39 | 120 |

Legenda
| Recorde mundial       | Recorde mundial (World record)               |                       | Recorde africano                      | Recorde africano (African) |                                           | Q | Classificado por posição (Qualified) |
| Recorde do campeonato | Recorde do campeonato (Championship record)  | Recorde da América    | Recorde da América (Americas)         | q                          | Classificado por melhor tempo (Qualified) |   |                                      |
| Melhor marca do ano   | Melhor marca do ano (World leading)          | Recorde asiático      | Recorde asiático (Asian)              | DNS                        | Não largou (Did not start)                |   |                                      |
| Recorde nacional      | Recorde nacional (National record)           | Recorde europeu       | Recorde europeu (European)            | DNF                        | Não terminou (Did not finish)             |   |                                      |
| Recorde pessoal       | Recorde pessoal do atleta (Personal best)    | Recorde da Oceania    | Recorde da Oceania (Oceania)          | DSQ / DQ                   | Desclassificado (Disqualified)            |   |                                      |
| Recorde da temporada  | Recorde da temporada do atleta (Season best) | Recorde sul-americano | Recorde sul-americano (South America) | NM                         | Sem marca (No mark)                       |   |                                      |